# Asplenium barbaense
Asplenium barbaense är en svartbräkenväxtart som beskrevs av Georg Hans Emmo Wolfgang Hieronymus. Asplenium barbaense ingår i släktet Asplenium och familjen Aspleniaceae. Inga underarter finns listade.